# Vivat
Vivat – polski zespół muzyczny. Powstał w 1996 roku w Suwałkach. Pierwszy skład tworzyli: Karol Pietrzak, Grzegorz Rydzewski, Robert Kudryś i Tomasz Żukowski. W tym właśnie składzie wylansowali w 1997 roku swój największy przebój Szalona małolata, do którego został nagrany pierwszy w historii zespołu teledysk. Emitowany był on w programie Disco Polo Live. Wiosną 1998 roku został nagrany teledysk do piosenki Młodym być. Niedługo później z zespołu odszedł Karol Pietrzak, który założył zespół Mega Dance. Do zespołu dołącza też Wojciech Grzębiak. Po raz pierwszy grupa w nowym składzie zaprezentowała się podczas Gali Disco Polo w Sali Kongresowej w Warszawie. 
Tam został nagrany teledysk do piosenki Jestem dla ciebie. Podczas IV Ogólnopolskiego Festiwalu Muzyki Disco Polo i Dance Ostróda w lipcu 1999 grupa zaprezentowała piosenkę Twoje ciało, która okazała się być jednym z największych przebojów lata 1999. Tam też odbył się debiut najmłodszego członka zespołu - Kamila Bryniuka. Latem 2000 roku grupa powraca z kasetą Jak anioł. Promują ją piosenki Za późno i Twoje ciało. W 2001 roku zespół zawiesił działalność i nastąpił rozłam grupy. Grupa wróciła w 2009 roku. Obecnie lider i współzałożyciel tej grupy Grzegorz Rydzewski wraz z Robertem Kudrysiem mieszkają w USA.
W lipcu 2021 singiel „Oddam ci wszystko” uzyskał certyfikat diamentowej płyty. W listopadzie 2022 roku singiel „Wszystko jest inaczej” uzyskał certyfikat złotej płyty, a utwór „Zostań na dłużej” w duecie z Pamelą Stone uzyskał certyfikat platynowej płyty. W lutym 2024 certyfikat platynowej płyty uzyskał singel „Jak jo kocham”, a złotą płytę nagranie „Obiecuję że będę”.
31 grudnia 2024 roku singiel „Zostań na dłużej” w duecie z Pamelą Stone uzyskał certyfikat diamentowej płyty, a w tym samym dniu złotą płytą zdobyły dwa nagrania: „Jeśli kochasz” oraz „Słońce”. Ponadto także 31 grudnia 2024 roku podwójną platynową płytą pokryły się dwa single: „Wszystko jest inaczej” oraz „Jak jo kocham” oraz utwór „Przepraszam za miłość” w duecie z Pamelą Stone pokryty platynową płytą.

## Dyskografia
- Kiedy czuję (wiosna 1998)[12]
- Jak anioł (lato 2000)[13]
- Come Back (jesień 2009)[14]
- No.17 (2014)[15]
- One (2016)[16]
- Oddam ci wszystko (jesień 2021)[17]

## Teledyski
- „Szalona małolata” (1997)
- „Zapamiętam miłość” (1997)
- „Zły świat” (1997)
- „Jesteś piękna” (1997)
- „Młodym być” (wiosna 1998)
- „Kiedy czuję” (wiosna 1998)
- „Jestem dla ciebie” (jesień 1998)
- „Twoje ciało” (lato 1999)
- „Za późno” (lato 2000)
- „Każdy dzień” (jesień 2009)
- „Gdy wstanie dzień” (lipiec 2011)
- „Wszystko czego chcesz” (grudzień 2011)
- „Teraz skarbie” (lipiec 2012)
- „Jesteś tak szalona” (czerwiec 2013)
- „Nie będę grzeczny” (jesień 2013)
- „Chodź tu chodź” (grudzień 2013)
- „Co roku piszę” (lipiec 2014)[18]
- „U sąsiada” (sierpień 2014)[19]
- „Pokażę ci drogę” (grudzień 2014)[20]
- „Tylko mnie kochaj” (luty 2015)[21]
- „Było warto” (lipiec 2015)[22]
- „Kochać ciebie to szaleństwo” (grudzień 2015)
- „Jeśli kochasz” (marzec 2017)
- „Wszystko jest inaczej” (czerwiec 2017)
- „Tak niewiele wiem o tobie” (listopad 2018)
- „Moja kobieta” (listopad 2019)
- „Obiecuję, że będę” (kwiecień 2020)
- „Oddam ci wszystko” (maj 2020)
- „Życie to film” (grudzień 2020)
- „Słońce” (marzec 2021)
- „Zostań na dłużej” (maj 2021)[23]
- „Jak jo kocham" (kwiecień 2023)